# Flo Sandon’s
Flo Sandon’s (ur. jako Mammola Sandon 30 czerwca 1924 w Vicenzy, Włochy, zm. 16 listopada 2006 w Rzymie) – włoska wokalistka, zwyciężczyni Festiwalu Piosenki Włoskiej w San Remo w 1953 roku z piosenką „Viale d'autunno”. W 1960 roku wygrała również Festiwal Piosenki Neapolitańskiej z piosenką „Serenata Margelina”. Była jedną z najpopularniejszych włoskich piosenkarek lat 50.

## Biografia i kariera artystyczna

### Lata 40.
Ojciec Mammoli Sandon był architektem, specjalizującym się w pracach restauracyjnych. Jego przodkowie  wyemigrowali z Anglii do Stanów Zjednoczonych. On sam trafił do Włoch by zrealizować prace restauracyjne w poszczególnych włoskich miastach. W Rzymie poznał swoją przyszłą żonę. Z ich związku narodziła się Mammola. Kilka miesięcy po swych narodzinach została zabrana przez ojca do Cleveland. Tam zyskała przydomek Flo, skrót od tłumaczenia jej imienia na angielski. W 1936 roku jej ojciec wyjechał do Afryki, podczas gdy ona wraz z matką i bratem powróciła do Włoch. Zamieszkała w Rzymie, gdzie studiowała języki. Została zatrudniona przez Amerykański Czerwony Krzyż jako tłumaczka. W 1944 roku zaśpiewała na imprezie urodzinowej dowódcy jednostki piosenkę „Stardust” (wł. „Polvere di stelle”). W 1946 roku występowała w kwartecie wokalnym, po czym przeniosła się do Mediolanu, aby udoskonalić swój głos. Pewnego wieczoru w lokalu Trocadero zaśpiewała piosenkę „Laura”, po czym dostała angaż w wysokości 4 tysięcy lirów za wieczór. Podpisała umowę z wytwórnią, która wydawała modne amerykańskie piosenki w języku angielskim.
Na rynku płytowym zadebiutowała w 1947 roku nagrywając w języku angielskim szlagier „Love letters”, dzięki któremu dała się poznać włoskiej publiczności. Nagrywając swą debiutancką płytę użyła pseudonimu artystycznego Flo Sandon’s. W 1948 roku rozpoczęła współpracę z RAI występując z różnymi orkiestrami. Podczas występów z orkiestrą Kramera spotkała po raz pierwszy Natalino Otto, który był jednym z jej członków. Nagrała pierwszą włoską wersję piosenki „Luna verde”, pochodzącej z filmu Krew na piasku.

### lata 50.

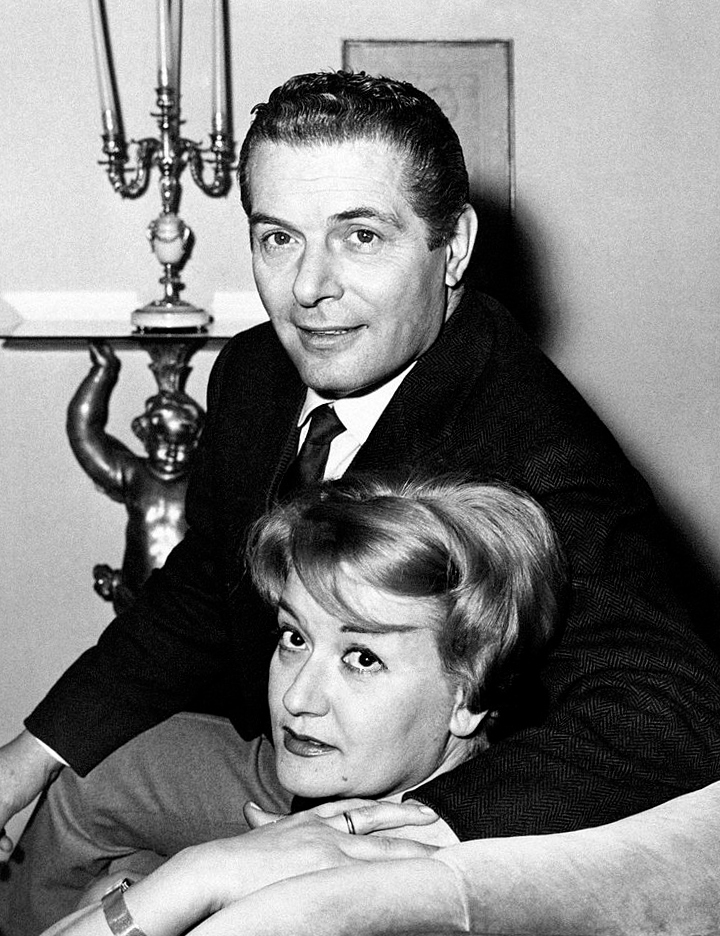
Natalino Otto i Flo Sandon’s (1959)

W latach 50. dała się poznać jako wykonawczyni melodyjnych piosenek. W 1952 roku użyczyła swego głosu Silvanie Mangano w filmie Anna w reżyserii Alberta Lattuady, interpretując piosenkę „T’ho voluto bene” (nagraną później przez Nat King Cole’a pod tytułem „Non dimenticar”) oraz „Il negro zumbon”, dwa utwory, które stały się popularne na całym świecie, a we Włoszech zdobyły po raz pierwszy tytuł Złotej płyty; piosenka „Il negro zumbon” zajęła 2. miejsce na liście najlepiej sprzedawanych singli we Włoszech w 1953 roku. W 1953 roku artystka wystąpiła na Festiwalu w San Remo, który wygrała z piosenką „Viale d'autunno”, zaśpiewaną w parze z Carlą Boni. Piosenka zajęła odpowiednio 24. (Carla Boni) i 33. (Flo Sandon’s) miejsce na liście najlepiej sprzedawanych singli we Włoszech w 1953 roku. Podczas Festiwalu spotkała ponownie Natalino Otto i zakochała się w nim. W 1954 roku ponownie wystąpiła na Festiwalu w San Remo, doprowadzając do finału dwie piosenki: „Non è mai troppo tardi” i „Con te”. 2 czerwca 1955 roku, po urodzeniu córki Silvi, wyszła za mąż za Natalino Otto. W 1957 roku po raz kolejny wystąpiła na Festiwalu w San Remo z piosenkami „Estasi” i „Ancora ci credo”. 24 września 1958 roku Flo Sandon’s i Natalino Otto odkryli w jednej z sal tanecznych Cremony młodą solistkę, Annę Marię Mazzini, umożliwiając jej następnie debiut płytowy. W tym samym roku Flo Sandon’s wygrała pierwszą edycję Burlamacco d’Oro. W 1959 wydała afrykańskie pieśni rytualne, spopularyzowała dwie znane piosenki południowoamerykańskie „Pani” i „Galopeira”, wylansowała również kilka włoskich piosenek: „Il tuo sorriso” i „Concertino” Gorniego Kramera oraz „Arrivederci” Umberta Bindiego. Podczas świąt Bożego Narodzenia 1959 roku wyruszyła wraz z mężem w długą trasę koncertową, obejmującą takie kraje jak: Szwecja, Norwegia, Filipiny, Dania, Holandia i Anglia. W 1960 roku ponownie wystąpiła na Festiwalu w San Remo, tym razem z piosenką „A come amore”; w czerwcu tego samego roku wygrała Festiwal Piosenki Neapolitańskiej śpiewając piosenkę „Serenata Margelina”.

### Lata 60.
Osiągnęła sukces wykonując piosenkę Umberta Bindiego „Un paradiso da vendere”. Wystąpiła jeszcze kilkakrotnie na Festiwalu w San Remo, odbywała tournée koncertowe po różnych krajach, występowała w radiu i telewizji. W 1963 roku wystąpiła po raz pierwszy w Stanach Zjednoczonych. W 1966 roku wzięła udział w festiwalu Un disco per l’estate z piosenką „Vieni con me”. W 1969 roku, po śmierci Natalino Otto, wycofała się ze sceny ograniczając się jedynie do sporadycznych występów w telewizji.

### Lata 70. i późniejsze
W 1979 roku powróciła do studia nagraniowego rejestrując album Io italiana io straniera, na którym przypomniała w nowych wersjach niektóre swoje stare przeboje. W 1980 roku podjęła na nowo działalność artystyczną udając się w trasy koncertowe i występując w telewizji. Pod koniec lat 80. wycofała się ostatecznie ze sceny muzycznej. Przeszła do historii jako jedna z czołowych włoskich piosenkarek lat 50..